# 池永浩久
池永 浩久（いけなが こうきゅう、明治10年（1877年）3月24日 - 昭和29年（1954年）3月6日）は、日本の映画プロデューサー、実業家、元俳優である。日活向島撮影所長を皮切りに、撮影所長を歴任し、やがて太秦発声映画を設立、現在の東宝の創成期に関わった人物として知られる。本名は三治、俳優時代の芸名は澤田 憲、澤田 三治。

## 来歴
1877年（明治10年）3月24日、大分県下毛郡大幡村の村長池永為策の三男として生まれる。兄は隆二で、父の跡を継ぐ。
当初壮士芝居の俳優として活躍。山田九州男（山田五十鈴の実父）の一座にいたこともある。
1910年（明治43年）、33歳を迎え、牧野省三の紹介で横田永之助の横田商会二条城撮影所で、同社製作の映画に出演した。当時の芸名は澤田憲、澤田三治であった。1912年（明治45年）1月には新規開業の法華堂撮影所に移転、同年（大正元年）9月10日、横田商会を含めた4社合併で日活が設立されると、牧野とともに日活に残った。
やがて俳優業を引退し、「池永浩久」と改名、1922年（大正11年）5月、45歳のころ、東京の日活向島撮影所長に就任する。同撮影所は、1923年（大正12年）9月1日の関東大震災で壊滅、復興につとめるも同年11月14日、京都の日活大将軍撮影所に全従業員を移転させる。池永は同所長に就任する。池永と千本組・笹井静一との当時の結びつきは強く、池永みずから「笹井の影に池永あり、池永の影に笹井あり」と語っていたという。
1927年（昭和2年）12月、50歳のころ、日活太秦撮影所を開業し同社取締役所長に就任した。1932年（昭和7年）には監督・脚本家であった横田豊秋を俳優に転向させた。同年8月、中谷貞頼専務取締役による大解雇事件により日活を退社し、56歳となる翌1933年（昭和8年）3月に大澤善夫が設立したJ.O.スタヂオの顧問となる。同社内に太秦発声映画を設立して取締役となった。1936年（昭和11年）、昭和会から衆議院議員選挙に立候補するが落選した。
1937年（昭和12年）9月10日、J.O.スタヂオを含めた4社合併で東宝映画が設立されると、同社の取締役に就任した。1943年（昭和18年）12月、同社は東京宝塚劇場と合併し、現在の東宝になり、池永はひきつづき取締役となった。1947年（昭和24年）、70歳で退任した。
1954年（昭和29年）3月6日、死去した。満76歳没。

## 人物・エピソード
日活京都の名物所長として、「人情所長」、「天神さん」、「聯隊長」とも呼ばれ、所員の多くに人気があった。「天神さん」と呼ばれたのは菅原道真のようなヒゲを生やしていたからで、「聯隊長」というのは所員に対する演説の口調が、ちょうど聯隊長の訓示に似ていたからである。「人情所長」は言わずと知れた人情にもろいことで、俳優が金を借りたい時など「母が病気で・・・国へ帰りたいと思いますので少々・・・」などと湿っぽい口調で願い出ると、「ウンそうか、親孝行のためかッ」と、十円くらいは貸してくれたのである。
中にはこの手で借りた金を遊蕩に使ったり、洋服の借金を払ったりする者もいたが、それがばれても「だまされたのは俺の不徳だ」と言って、カンラカラカラと笑ってすんだ。あるとき、涙を流して「母が亡くなったので」と借金を申し出た俳優がいて、池永所長は同情して十円の旅費に五円の香典まで添えて渡した。この俳優が所長室を出ようとしたときに小首を傾げ、「待て待て、お前のお母さんは昨年亡くなったのと違うか」と聞いたところ、俳優はしまったとばかりに飛んで逃げて行ってしまった。このときも池永所長は「またやられたか」とばかり、カンラカラカラと笑ったという。
池永は役者時代に山田九州男の一座にいたことがあるので、座長の娘である山田五十鈴を日活のニューフェイスとして売り出すことはいわば恩返しでもあった。池永は所長当時、京都下河原の料亭旅館「さくら家」を私的な定宿にしていて、所長の前歴がゴシップになることを恐れた池永は、山田五十鈴との契約をこの宿で秘密裏に行っている。

## おもなフィルモグラフィ
- 『乃木将軍と生涯』、監督牧野省三、主演尾上松之助、共演牧野正唯、日活関西撮影所、1912年11月15日、浅草・大勝館 - 出演、「澤田三治」名義
- 『実録忠臣蔵 天の巻 地の巻 人の巻』、監督・脚本池田富保、主演尾上松之助、日活大将軍撮影所、1926年4月1日、浅草・富士館 - 総指揮
- 『維新の京洛 竜の巻 虎の巻』、監督・脚本池田富保、日活太秦撮影所、1928年9月27日、内幸町・帝国劇場 - 総指揮
- 『博士の子』、原作・主演志賀廼家淡海、監督・脚本池田富保、J.O.スタヂオ、1933年5月18日、日活系 - 総指揮、トーキー作品
- 『皇道日本』、構成青木泰介、原文三浦耕作、撮影円谷英二、音楽飯田信夫、東宝映画、1940年4月24日 - 総指揮

## 註
1. 1 2 3 4 5 6 7 8 9 10 11  コトバンクサイト内の記事「池永浩久」の記述を参照。
2. ↑  人事興信録第13版上
3. ↑  同志社大学公式サイト内の冨田美香・紙屋牧子・権藤千恵による記事「小林昌典氏談話」の記述を参照。
4. ↑  『日本映画俳優全集 男優編』（キネマ旬報社、1979年）の「宇留木浩」の項（p.85-86）を参照。同項執筆は吉田智恵男。
5. ↑  『ひげとちょんまげ』（稲垣浩、毎日新聞社刊）
6. ↑  『日本映画の若き日々』（稲垣浩、毎日新聞社刊）